# Preston Grasshoppers Rugby Football Club
Maillots
Preston Grasshoppers Rugby Football Club est un club de rugby à XV basé à Preston dans le Lancashire.

## Histoire
Le club de rugby des « Preston Grasshoppers » est fondé le 28 septembre 1869. Un certain nombre des membres fondateurs ayant étudié au Cheltenham College, au sein duquel se déroule chaque année un match de rugby entre les équipes étudiantes des Grasshoppers et des Fireflies, le surnom Grasshoppers (en français : les sauterelles) a été choisi pour baptiser le club,.

## Joueurs emblématiques
- Iain Balshaw[4]
- Steve Borthwick[4]
- Wade Dooley[4]
- Roy Dransfield[4]
- Will Greenwood[4]
- Brent Horton[4]
- Mick Parker[4]
- Alex Sanderson[4]
- Pat Sanderson[4]
- Alan Wyllie[4]